# Фурс Костянтин Вікторович
Костянти́н Ві́кторович Фу́рс (також відомий, як Котя, або Кот; нар. 9 грудня 1935, Одеса, Українська РСР — пом. 24 січня 1987, Одеса, Українська РСР) — колишній радянський футболіст, виступав на позиції нападника. Улюбленець одеської публіки кінця 1950-х — початку 1960-х років, майстер спорту СРСР (1963). Найкращий бомбардир «Чорноморця» (Одеса) у чемпіонатах СРСР. Дворазовий переможець 1 зони класу «Б» чемпіонату СРСР (1961 та 1962 років). Чотири рази ставав найкращим бомбардиром сезону у клубі (1957, 1958, 1959 та 1961). За версією сайту Football.ua увійшов до складу 50-ти найкращих футболісті одеського «Чорноморця», зайнявши п'яте місце (Кота обігнали тільки: Плоскіна, Лещук, Москаленко та Гусейнов).

## Життєпис

### Перші роки
Костянтин Фурс народився 9 грудня 1935 року в Одесі. Він виріс на вулиці Великій Арнаутській (тоді ще вулиці «Чкалова») без батька та матері. Разом з братом і сестрою Костя жив у бабусі з дідусем у малопристосованій для цього «халупі». У школі Костянтин вчився без особливого бажання, займаючись переважно відбиранням сніданків у слабших дітей разом із братом, Жорою, який на відміну від Кота «досяг більшого» у своєму кримінальному житті. Як згадували пізніше його товариші по команді, писати та читати він вмів не дуже добре, а замість підпису ставив «хрестик». Зовсім поряд з тим місцем, де мешкав хлопець, знаходився кінотеатр, куди Костя навідувався час-від-часу і провів дуже багато часу у дитинстві.
У ті ж часи Костя навідувався на стадіон «Спартак», який також знаходився біля дому. І вже на стадіоні юнака помітив футбольний тренер, Юзеф Клацман. Саме дякуючи цій людині і почав шлях до великого футболу Костянтин Фурс, разом із своїм майбутнім одноклубником Юрієм Заболотним. Талант хлопця кидався у вічі всім спеціалістам, що переглядали його. Головними козирами Фурса були удар та неймовірна стартова швидкість. Спочатку Костя грав в одеському «Спартаку», що виступав у першості міста, а потім перейшов до місцевого «Металурга», де вже тоді познайомився із своїм майбутнім одноклубником, Леонідом Чеботарьовим. У матчах чемпіонату Української РСР серед колективів фізкультури він демонстрував фантастичну результативність. Так в одному з матчів, що проходив у Керчі Костянтин забив близько 7 м'ячів (за іншими даними 8), після чого тренер клубу був змушений його замінити, для того щоб хтось з керченських футболістів не пошкодив юного гравця. Після таких результатів Фурс привернув увагу представників команди майстрів «Харчовик».

### «Чорноморець»

Легенди повоєнного періоду Костянтин Фурс та Юрій Заболотний

Однак в той час, поки керівництво клубу думало над запрошенням талановитого нападника, він потрапив за ґрати. Головному тренеру «Харчовика» Петру Ступакову довелося клопотати про взяття Фурса на поруки до трудового колективу, так Костянтин і опинився у першому для себе спортивному колективі серйозного рівня. Свій перший матч Костянтин провів 21 жовтня 1956 року проти ступінського «Труду». Програвши перший тайм одесити повинні були виправляти ситуацію і Костянтин це зробив, забивши гол на 62 хвилині зустрічі. Матч закінчився з рахунком 1:1. До складу команди він вписався стрімко та блискуче. Прийшовши в нову команду наприкінці сезону 1956 року, Костянтин у трьох матчах забив два голи, а наступного сезону гравець утворив ударну зв'язку з іще одним молодим талантом — Василем Москаленком (у тому сезоні вони забили 33 м'ячі на двох, Василь грав під номером 9, а Костянтин під номером 8). Цю пару центрфорвардів підтримували більш-досвідчені гравці команди — Володимир Богданович та Олександр Шумілов. Так хлопець, з яким раніше не кожен забажав би проїхатися в одному трамваї, не перевіривши свої кишені після цього, став улюбленцем одеської публіки та справжньою «зіркою» місцевого масштабу.
У 1958 та 1959 роках він ставав найкращим бомбардиром команди і хоч кількість голів футболіста потроху зменшувалася (10 та 12 голів за ці сезони відповідно), результативність команди в цілому збільшувалася. Тому, якщо за підсумками сезону 1957 року «Харчовик» посів п'яте місце, а 1958 року ледве не вилетів до третього дивізіону, то з приходом до команди нового тренера, Анатолія Зубрицького, команда два роки підряд займала четверте місце, а вже у 1962 році виграла українську зону класу «Б». На зменшенні кількості голів від Фурса також позначилося те, що Москаленко, який у минулому сезоні, прекрасно граючи головою, віддавав гольові передачі на юного Кота, відбував військовий обов'язок у місцевому СКВО.
У 1960 році у складі «моряків» з'явилася доволі непогана заміна Москаленку — Анатолій Двоєнков. На пару нападники того року забили 35 м'ячів (25 — Анатолій, 10 — Котя). 1961 року одесити стали чемпіонами Української РСР та мали грати стикові матчі з донецьким «Шахтарем» за право грати у вищій лізі чемпіонату СРСР, однак гру скасували, ухваливши рішення на користь «Шахтаря», що виграв того року Кубок Союзу. Фурс знову став найкращим голеадором команди, забивши 17 голів за сезон, до того ж його колеги по команді, Анатолій Колдаков та Микола Молочков, також відзначилися великою кількістю голів — по 13 на кожного.
З огляду на фантастичну гру Костянтина, головний тренер команди, Зубрицький заплющував очі на проблеми гравця з дисципліною. Фурс постійно спізнювався, іноді десь пропадав, випивав. Одного разу не з'явився вчасно в готель і його не хотіли пускати всередину. Тоді він проколов шини в автомобілі Зубрицького і зник на кілька днів. Темне минуле зовсім не збиралося відпускати хлопця. Коли команда вирушила у чехословацьке турне, «друзі» дали Кості піввідра годинників, ясна річ, не придбаних в магазині. За кордоном Фурс збував цей товар місцевим жителям, для яких наручні годинники в ті часи були дефіцитом. На жаль, годинників вистачало приблизно на півгодини, і незабаром до продавця за роз'ясненнями звернулися слідчі органи. Хитрий Фурс на той час уже закопав свій скарб в місцевому парку, позначивши потрібне дерево, проте команду все одно кілька разів обшукували.
Однак у клубі Костянтина любили і він був там «своїм», а колеги не втрачали шансу покепкувати з нього, через його своєрідність. Коли команда вирушала на збори, або у далекі міста на літаку, попадаючи у турбулентність, Костянтин, заплющуючи очі, витягував вгору руки і хапався за повітря. Згадуючи свого колишнього одноклубника, тодішній воротар команди Георгій Городенко, також згадував, що живучи з Котом в одній кімнаті під час виїзних матчів помітив дивну звичку Костянтина — він жодного разу не спав на ліжку, а лягав прямо на підлозі.
Було багато чуток про те, що Фурса хочуть бачити у своєму складі гранди радянського футболу. Він неодноразово залишав у дурнях захисників провідних команд СРСР, які проводили міжсезонні збори в Одесі. У ті роки доволі часто гранди СРСР проводили товариські матчі з місцевою командою. З усіх захисників найбільше дісталося славетному гравцю київського «Динамо», Віталію Голубєву, який персонально діяв у таких матчах проти Фурса. Не стали для нього авторитетами і захисники міланського «Інтернаціонале», з яким збірна Одеси зустрічалася в товариському матчі та перемогла з рахунком 5:1, при чому Костянтин забив один з м'ячів у ворота італійського голкіпера Маріо Да Поццо.
У 1962 році кар'єра Фурса пішла на спад. Того сезону «моряки» знову зайняли перше місце в українській зоні, але у стикових матчах пропустили далі у вищий дивізіон луганську футбольну команду «Трудові резерви». На результативності головного бомбардира одеситів позначилося також і те, що внаслідок проблем із керівництвом, команду залишив Анатолій Федорович, а замість нього головним тренером «Чорноморця» став уславлений радянський нападник Всеволод Бобров, який надавав перевагу атлетичним та фізично витривалим гравцям, яким Фурс (при зрості 164 см), звичайно, не був. Щоправда, новий наставник й двох років не протримався в одеському колективі. У 1964 році Костянтин Фурс провів всього сім матчів, у яких йому жодного разу не вдалося вразити ворота суперників. Стало зрозуміло, що у «Чорноморці» йому вже чекати немає на що і він перейшов до місцевого «Автомобіліста». Однак і там гра у Фурса не пішла, тож по завершенню сезону 1965 Костянтин вирішив завершити кар'єру.

### Останні роки
Освіти у Фурса не було, працювати тренером він також був нездатен, тож все що йому залишалося — пити. Колишній кумир одеської публіки спивався швидкими темпами. Квартиру він втратив, спочатку змінивши провулок Нахімова на вулицю Малу Арнаутську, а потім опинився у комуні на проспекті Шевченка. Однак і там йому були не надто раді, тож незабаром Фурс опинився у лікувально-трудовому закладі. Колишньому футболісту намагалися допомогти, підтримати Фурса як морально, так і матеріально, влаштувати на роботу його колишні одноклубники, Микола Молочков, Володимир Арапакі та інші. Допомагав Костянтину навіть тренер «Чорноморця» Мкртич Симонян, який взагалі не мав до гравця жодного стосунку, адже почав головувати командою вже у 1980-х роках. Тоді ж легендарний футболіст московського «Спартака» посприяв тому, щоб у Костянтина з'явилася нова квартира.
Після декількох років, Фурс став безхатченком. Друзі Костянтина, Олексій Солодкий та В'ячеслав Архипенко, намагалися допомогти талановитому форварду одеської команди і, навіть, влаштували його працювати на завод, а також знайшли кімнату в гуртожитку. Щоправда, і заводи у той час не славилися «тверезістю», тому Фурс, пропрацювавши місяць та отримавши аванс зник. Друзі футболіста на цьому не зупинилися і відібравши гроші у футболіста поселили його, як квартиранта у чужу квартиру, а також видавали йому їжу та одяг. Костянтин зникав на певні проміжки часу, породжуючи чутки про свою смерть. Про те, що він помер, з упевненістю говорили неодноразово, а одного разу його й справді знайшли мертвим в якомусь підвалі. Як безхатька його й ховали, без жалобних вінків і сюжетів у випусках новин. У глухому куточку Північного кладовища (ділянка 55, лінія 6, місце 18) хтось випадково побачив коротке і відоме прізвище, і лише тоді містом рознеслася чутка, що нікого не здивувала.

## Статистика виступів
| Клуб              | Ліга              | Сезон             | Чемпіонат | Чемпіонат | Кубок | Кубок | Всього | Всього |
| Клуб              | Ліга              | Сезон             | Ігор      | Голів     | Ігор  | Голів | Ігор   | Голів  |
| ----------------- | ----------------- | ----------------- | --------- | --------- | ----- | ----- | ------ | ------ |
| «Автомобіліст» О  | Б                 | 1965              | 9         | 0         | -     | -     | 9      | 0      |
| «Автомобіліст» О  | Всього            | Всього            | 9         | 0         | —     | —     | 9      | 0      |
| «Чорноморець» О   | А                 | 1964              | 7         | 0         | 0     | 0     | 7      | 0      |
| «Чорноморець» О   | А                 | 1963              | 20        | 6         | 0     | 0     | 20     | 6      |
| «Чорноморець» О   | Б                 | 1962              | 18        | 7         | 3     | 0     | 21     | 7      |
| «Чорноморець» О   | Б                 | 1961              | 34        | 17        | 3     | 1     | 37     | 18     |
| «Чорноморець» О   | Б                 | 1960              | 32        | 10        | -     | -     | 32     | 10     |
| «Чорноморець» О   | Б                 | 1959              | 26        | 12        | 0     | 0     | 26     | 12     |
| «Чорноморець» О   | Б                 | 1958              | 30        | 10        | 1     | 0     | 31     | 10     |
| «Чорноморець» О   | Б                 | 1957              | 33        | 18        | 0     | 0     | 33     | 18     |
| «Чорноморець» О   | Б                 | 1956              | 3         | 2         | -     | -     | 3      | 2      |
| «Чорноморець» О   | Всього            | Всього            | 203       | 82        | 7     | 1     | 210    | 83     |
| Всього за кар'єру | Всього за кар'єру | Всього за кар'єру | 212       | 82        | 7     | 1     | 219    | 83     |

## Особисте життя
Під час виступів за одеську команду Костянтин познайомився із дівчиною, яка через якийсь час переїхала до нього в квартиру, що знаходилася у провулку Нахімова (на одному поверсі з Георгієм Городенком). Щоправда, через якийсь час, через складний характер Фурса, дівчина пішла від нього.

## Титули, рекорди та досягнення

### Командні
- Переможець 1 зони класу «Б» чемпіонату СРСР (2): 1961, 1962.

### Індивідуальні
- Найкращий бомбардир сезону ФК «Чорномоець» Одеса (4): 1957 (18 м'ячів), 1958 (10 м'ячів), 1959 (12 м'ячів), 1961 (17 м'ячів).
- Майстер спорту СРСР (1963).

### Рекорди
«Чорноморець» Одеса:
- Найбільша кількість голів у чемпіонатах. (82 голи)
- Найбільша кількість гет-триків. (6 гет-триків)
- Найбільша кількість голів в одному матчі. (4 голи)[6]
- Найбільша кількість голів у всіх змаганнях в СРСР. (83 голи)
- Найбільша кількість голів у чемпіонатах СРСР. (82 голи)